# Dialetto transilvanico
Il dialetto romeno di Transilvania è una varietà della lingua romena ufficiale. È diviso a sua volta nei dialetti di Ardeal, del Banato e di Maramureș.

## Caratteristiche principali
- L'assenza o l'uso molto raro del passato remoto (Perfect Simplu).

- Forme speciali per l'ausiliare a avea del passato prossimo (Perfect Compus).

| Transilvania | Romeno standard |
| ------------ | --------------- |
| am/oi fost   | am fost         |
| ai fost      | ai fost         |
| o fost       | a fost          |
| om fost      | am fost         |
| ați fost     | ați fost        |
| o/or fost    | au fost         |

- La trasformazione dei dittonghi oa ed ea in ò ed è

poate => pote/poti (può)
bea => be (beve)
- La trasformazione di ă in e

părere => perere (opinione)
- La trasformazione del gruppo ști in șci

ești => eșci (sei)
- Inversioni verbali

Te-ai dus => Dusu-te-ai (Sei andato)
Am vrut să mergem => Vrut-am merge (Abbiamo voluto andare) (In questo esempio si osserva anche l'uso dell'infinitivo al posto del congiuntivo)

### Differenze di vocabolario
| Transilvania | Romeno standard   | Italiano           |
| ------------ | ----------------- | ------------------ |
| mulțam       | mulțumesc, mersi  | grazie             |
| fain         | bine, bun, frumos | bene, buono, bello |
| a aldui      | a binecuvânta     | benedire           |
| amu          | acum              | adesso, ora        |
| a vorovi     | a vorbi           | parlare            |
| servus       | salut             | ciao               |
| merem        | mergem            | andiamo            |
| mintenaș     | imediat           | subito, tra poco   |